# Callicostella colombica
Callicostella colombica är en bladmossart som beskrevs av Robert Statham Williams 1925. Callicostella colombica ingår i släktet Callicostella och familjen Hookeriaceae. Inga underarter finns listade i Catalogue of Life.